# Kees Schulten
Cornelis Maria „Kees“ Schulten (kurz: C.M. Schulten; * 1933) ist ein niederländischer Militärhistoriker.
Schulten studierte an der Rijksuniversiteit Leiden und wurde 1966 promoviert. Von 1974 bis 1989 war er Leiter der Militärgeschichtlichen Abteilung des Niederländischen Heeres und von 1990 bis 1995 Direktor des Reichsinstituts für Kriegsdokumentation (Rijkinstituut voor Oorlogsdocumentatie, RIOD; Nachfolger: NIOD Instituut voor Oorlogs-, Holocaust- en Genocidestudies) in Amsterdam.
Er war von 1980 bis 1990 Generalsekretär und von 1990 bis 2000 Präsident der Commission Internationale d’Histoire Militaire. Danach wurde er Ehrenpräsident der Kommission. Außerdem engagierte er sich im Waterloo Committee.
Schulten veröffentlichte vor allem zur niederländischen Militärgeschichte und zum Widerstand im Zweiten Weltkrieg.